# 新大井站
新大井站（日语：／ Shin-Ōi eki */?）是位於岐阜縣惠那郡大井町島田（現時：惠那市大井町），北惠那鐵道（現時：北惠那交通）大井線的鐵路車站（廢站）。

## 歷史
此線前身是為了建設大井水壩建設，用作運送建材的大同電力（現時：關西電力）專用鐵道。在大井水壩完成後，大同電力轉讓鐵路線給北惠那鐵道作客運用途。此站成為了起點站，里程也從此站開始計算。另外，在大同電力專用鐵道時代的起點站是在國鐵中央本線、明知線的大井站（現時：惠那站）。

### 年表
- 1922年（大正11年）3月 大同電力惠用鐵道開通。
- 1928年（昭和3年）
  - 鐵路線轉讓給北惠那鐵道[2]。
  - 12月3日 此站至奧戶（後來成為大井水壩）之間開始客運業務。此站啟用，成為大井線的起點站[3][4]。
- 1932年（昭和7年）9月 此站至大井水壩之間暫停客運業務[4]
- 1934年（昭和9年）9月15日 此站至大井水壩之間廢除客運業務[5][4]。再次轉讓給大同電力，成為專用鐵道。
- 1940年（昭和15年） 大同電力專用鐵道被廢除。

## 車站構造
車站構造不詳。但是車站建設在中央本線路軌旁的路堤上。

## 車站周邊
車站位於阿木川左岸上，大井站（現時：惠那站）在對面岸。
- 東海神榮電子工業電子回路中心
- 中山理研金屬事業部
- 中央自動車道

## 現狀
隨著二軒屋信號場至惠那站之間的中央本線（中央西線）進行雙線化工程（1968年（昭和43年）8月3日完成），此站遺址變成下行線的路基。

## 相鄰車站
北惠那鐵道
大井線
新大井－金龍溫泉

## 注腳
1. ↑  7.大井ダムの建設｜ダムの書誌あれこれ（68）〜桃山発電所、読書第１発電所、賤母発電所、落合ダム、大井ダム、読書ダム〜 （页面存档备份，存于）（日語） - 水壩手冊（日本水壩協會（日语：日本ダム協会））
2. ↑  「専用鉄道ヲ地方鉄道ニ変更」《官報》1928年11月12日 - 國立國會圖書館數碼化收藏
3. ↑  「地方鉄道運輸開始」《官報》1928年12月10日 - 國立國會圖書館數碼化收藏
4. 1 2 3  今尾惠介《日本鐵道旅行地圖帳 7號東海》（新潮社、2008年）p.42
5. ↑  「鉄道運輸営業廃止実施」《官報》1934年9月25日 - 國立國會圖書館數碼化收藏

## 相關項目
- 日本鐵路車站列表 Shi

## 外部連結
- 1948年5月21日美軍拍攝的航空照片 - 地圖、航空照片參閱服務（國土地理院）
  - 在圖中中央偏左處，可看見中央本線和車站與路軌遺址。